# Забелло (литовское дворянство)
Забелло (лит. Zabiela, пол. Zabiełło)— литовский дворянский род герба Топор (или Топор и Лис).

## Происхождение и история рода
Представители рода Забелло происходили из польского рода Топорчиков из Збылутув. В XIV-XV веках этот род поселился в Великом княжестве Литовском. К XVI веку род разделился на четыре ветви, внесенные в VI и I части родословных книг Виленской, Гродненской, Ковенской и Минской губерний.
Графский титул род Забелло получил в XVII веке. Запись в «Гродской книге» от 1683 года гласит:

Постановлено Михаила Топорчика из Збилутув Забелло, сына Соломона, генерал-майора войск ВКЛ, по повелению короля Яна III Собесского и по привилегии императора Священной Римской империи Леопольда I присваивается тому титул графский. После победы под Веной, Богом нам данной, прислал нам, королю Яну III Собесскому, письмо его императорское Величество Леопольд I вместе в привилеем, за мужество в битве той, дарованным для Забелло. Дано в лагере под Парканами 10 октября 1683 года.
— История графского рода
Речь идет о событиях войны с Турцией, когда Забелло отличились героизмом и мужеством, за что и удостоились столь высокой благодарности.
Одна из ветвей рода с начала XVIII веке почти непрерывно имела представителей в польском сенате. Иосиф Забелло, великий литовский ловчий и маршал литовской Генеральной конфедерации, в 1793 назначен литовским польным гетманом, а 4 мая 1794 повешен чернью в Варшаве за поддержку России.
Существует ещё род Забелло герба Мзура, восходящий к началу XVIII века.